# Campionati del mondo di atletica leggera paralimpica 2011
I V Campionati del mondo di atletica leggera paralimpica 2011 si sono tenuti a Christchurch, Nuova Zelanda, presso il Queen Elizabeth II Park dal 21 al 30 gennaio. Eccezionalmente, questa edizione si tenne a 5 anni di distanza dalla precedente (2006).
Durante l'evento furono battuti 57 record del mondo, 173 record dei campionati e numerosi record continentali e nazionali.

## Partecipazione
Ai campionati parteciparono 78 Paesi (tra parentesi è indicato il numero di atleti):
- Algeria (27)
- Angola (5)
- Argentina (10)
- Australia (46)
- Austria (7)
- Azerbaigian (6)
- Bielorussia (10)
- Belgio (2)
- Brasile (25)
- Bulgaria (7)
- Canada (25)
- Cile (1)
- Cina (79)
- Taipei cinese (2)
- Colombia (6)
- Costa Rica (2)
- Costa d'Avorio (3)
- Croazia (14)
- Cuba (3)
- Cipro (1)

- Rep. Ceca (16)
- Danimarca (6)
- Egitto (6)
- Etiopia (3)
- Figi (2)
- Finlandia (7)
- Francia (24)
- Germania (34)
- Regno Unito (40)
- Grecia (31)
- Hong Kong (8)
- Ungheria (2)
- India (5)
- Iran (13)
- Iraq (6)
- Irlanda (8)
- Italia (5)
- Giamaica (3)
- Giappone (33)
- Giordania (4)

- Kenya (11)
- Kuwait (8)
- Lettonia (5)
- Lituania (4)
- Malaysia (7)
- Mauritius (1)
- Messico (32)
- Montenegro (2)
- Marocco (8)
- Namibia (4)
- Paesi Bassi (7)
- Nuova Zelanda (8)
- Norvegia (1)
- Papua Nuova Guinea (1)
- Polonia (36)
- Portogallo (19)
- Qatar (1)
- Romania (1)
- Russia (53)
- Arabia Saudita (4)

- Serbia (3)
- Singapore (1)
- Slovacchia (3)
- Slovenia (4)
- Sudafrica (34)
- Corea del Sud (7)
- Spagna (32)
- Svezia (7)
- Svizzera (11)
- Siria (2)
- Thailandia (15)
- Tunisia (11)
- Turchia (3)
- Ucraina (32)
- Emirati Arabi Uniti (17)
- Stati Uniti (50)
- Uzbekistan (4)
- Venezuela (20)

## Medagliati

### Uomini

#### Corse
| Specialità | Categoria | Oro                                                                        | Prestazione | Argento                                                                | Prestazione | Bronzo                                                                                    | Prestazione |
| Corse piane |           |                                                                            |             |                                                                        |             |                                                                                           |             |
| 100 m | T11       | Lucas Prado                                                                | 11"38       | Andrey Koptev                                                          | 11"54       | Daniel Silva                                                                              | 11"59       |
| 100 m | T12       | Mateusz Michalski                                                          | 11"05       | Elchin Muradov                                                         | 11"26       | Josiah Jamison                                                                            | 11"39       |
| 100 m | T13       | Alexey Labzin                                                              | 11"09       | Ndodomzi Jonathan Ntutu                                                | 11"11 =     | Ioannis Protos                                                                            | 11"25       |
| 100 m | T34       | Sebastien Mobre                                                            | 16"84       | Mohamed Hammadi                                                        | 16"95       | Stefan Rusch                                                                              | 17"65       |
| 100 m | T35       | Teboho Mokgalagadi                                                         | 12"96       | Allel Boukhalfa                                                        | 13"38       | Niels Stein                                                                               | 13"59       |
| 100 m | T36       | Wa Wai So                                                                  | 12"17       | Benjamin Rushgrove                                                     | 12"25       | Roman Pavlyk                                                                              | 12"26       |
| 100 m | T37       | Mostafa Fathalla Mohamed                                                   | 11"61       | Fanie Van Der Merwe                                                    | 11"69       | Sofiane Hamdi                                                                             | 11"86       |
| 100 m | T38       | Evan O'Hanlon                                                              | 11"14       | Wenjun Zhou                                                            | 11"42       | Edson Pinheiro                                                                            | 11"76       |
| 100 m | T42       | Heinrich Popow                                                             | 12"56       | Clavel Kayitare                                                        | 12"60       | Atsushi Yamamoto                                                                          | 13"06       |
| 100 m | T43 - T44 | Jerome Singleton                                                           | 11"34       | Oscar Pistorius                                                        | 11"34       | Alan Fonteles Cardoso Oliveira                                                            | 11"43       |
| 100 m | T45 - T46 | Yohansson Nascimento                                                       | 11"01       | Ni Guo                                                                 | 11"13 T46   | Arnaud Assoumani                                                                          | 11"18       |
| 100 m | T51       | Edgar Navarro Sanchez                                                      | 22"27       | Toni Piispanen                                                         | 22"71       | Pieter Du Preez                                                                           | 23"49       |
| 100 m | T52       | Salvador Hernandez Mondragon                                               | 17"29       | Beat Boesch                                                            | 17"74       | Paul Nitz                                                                                 | 18"19       |
| 100 m | T53       | Huzhao Li                                                                  | 14"82       | Michael Bushell                                                        | 14"86       | Brent Lakatos                                                                             | 15"07       |
| 100 m | T54       | Leo Pekka Tahti                                                            | 14"14       | Saichon Konjen                                                         | 14"41       | Kenny van Weeghel                                                                         | 14"47       |
| 200 m | T11       | Lucas Prado                                                                | 22"97       | Daniel Silva                                                           | 23"12       | Elexis Gillette                                                                           | 23"74       |
| 200 m | T12       | Mateusz Michalski                                                          | 22"02       | Luis Goncalves                                                         | 22"57       | Maxi Rodríguez                                                                            | 22"84       |
| 200 m | T13       | Alexey Labzin                                                              | 22"49       | Hussein Kadhim                                                         | 22"82       | Ahmadreza Kazemi                                                                          | 23"46       |
| 200 m | T34       | Mohamed Hammadi                                                            | 30"14       | Sebastien Mobre                                                        | 30"39       | Austin Pruitt                                                                             | 31"14       |
| 200 m | T35       | Teboho Mokgalagadi                                                         | 27"59       | Allel Boukhalfa                                                        | 27"87       | Ivan Otleykin                                                                             | 27"98       |
| 200 m | T36       | Roman Pavlyk                                                               | 24"47       | Wa Wai So                                                              | 24"71       | Benjamin Rushgrove                                                                        | 25"27       |
| 200 m | T37       | Sofiane Hamdi                                                              | 23"64       | Fanie Van Der Merwe                                                    | 23"67       | Mostafa Fathalla Mohamed                                                                  | 23"76       |
| 200 m | T38       | Evan O'Hanlon                                                              | 22"31       | Mohamed Farhat Chida                                                   | 22"86       | Wenjun Zhou                                                                               | 23"33       |
| 200 m | T42       | Richard Whitehead                                                          | 25"88       | Clavel Kayitare                                                        | 26"54       | Atsushi Yamamoto                                                                          | 26"92       |
| 200 m | T43 - T44 | Oscar Pistorius                                                            | 21"80       | Jerome Singleton                                                       | 22"77       | Arnu Fourie                                                                               | 22"82       |
| 200 m | T45 - T46 | Antonis Aresti                                                             | 22"25       | Yohansson Nascimento                                                   | 22"35 T45   | Simon Patmore                                                                             | 22"43       |
| 200 m | T51       | Edgar Cesareo Navarro Sanchez                                              | 42"97       | Pieter Du Preez                                                        | 47"15       | Toni Piispanen                                                                            | 49"19       |
| 200 m | T52       | Beat Boesch                                                                | 32"54       | Salvador Hernandez Mondragon                                           | 32"64       | Tomoya Ito                                                                                | 32"80       |
| 200 m | T53       | Huzhao Li                                                                  | 26"64       | Brent Lakatos                                                          | 26"93       | Michael Bushell                                                                           | 27"11       |
| 200 m | T54       | Supachai Koysub                                                            | 25"23       | Leo Pekka Tahti                                                        | 25"25       | Yanfeng Cui                                                                               | 25"68       |
| 400 m | T11       | Lucas Prado                                                                | 51"19       | Daniel Silva                                                           | 51"45       | Ananias Shikongo                                                                          | 53"90       |
| 400 m | T12       | Luis Goncalves                                                             | 49"83       | Matthias Schroeder                                                     | 50"96       | Gerard Desgarrega Puigdevall                                                              | 51"88       |
| 400 m | T13       | Alexander Zverev                                                           | 49"41       | Ioannis Protos                                                         | 49"74       | Abdelillah Mame                                                                           | 50"45       |
| 400 m | T34       | Mohamed Hammadi                                                            | 56"20       | Sebastien Mobre                                                        | 57"81       | Stefan Rusch                                                                              | 1'02"55     |
| 400 m | T35 - T36 | Paul Blake                                                                 | 56"93       | Andrey Zhirnov                                                         | 58"03       | Roman Pavlyk                                                                              | 58"80       |
| 400 m | T37       | Roman Kapranov                                                             | 52"71       | Sofiane Hamdi                                                          | 52"85       | Fanie Van Der Merwe                                                                       | 53"99       |
| 400 m | T38       | Mohamed Farhat Chida                                                       | 49"33       | Evan O'Hanlon                                                          | 49"72       | Tim Sullivan                                                                              | 53"42       |
| 400 m | T43 - T44 | Oscar Pistorius                                                            | 48"37       | David Behre                                                            | 51"40       | David Prince                                                                              | 52"35       |
| 400 m | T46       | Antonis Aresti                                                             | 49"44       | Guenther Matzinger                                                     | 49"804      | Samuel Colmenares                                                                         | 50"26       |
| 400 m | T52       | Tomoya Ito                                                                 | 1'00"17     | Hirokazu Ueyonabaru                                                    | 1'01"77     | Thomas Geierspichler                                                                      | 1'02"34     |
| 400 m | T53       | Huzhao Li                                                                  | 49"56       | Richard Colman                                                         | 49"93       | Byunghoon Yoo                                                                             | 51"31       |
| 400 m | T54       | Chengming Liu                                                              | 47"95       | Marcel Hug                                                             | 48"16       | Marc Schuh                                                                                | 48"34       |
| 800 m | T11       | Jason Joseph Dunkerley                                                     | 2'05"89     | Carlos j. Barto Silva                                                  | 2'06"31     | William Sosa                                                                              | 2'07"63     |
| 800 m | T12       | Abderrahim Zhiou                                                           | 1'57"79     | Ignacio Avila                                                          | 1'58"57     | David Devine                                                                              | 2'00"61     |
| 800 m | T13       | Lukasz Wietecki                                                            | 1'56"17     | Abdelillah Mame                                                        | 1'57"05     | Jose Luis Sanchez                                                                         | 1'58"92     |
| 800 m | T36       | Artem Arefyev                                                              | 2'11"42     | Paul Blake                                                             | 2'11"88     | Jose Manuel Gonzalez                                                                      | 2'14"47     |
| 800 m | T37       | Michael McKillop                                                           | 1'58"90     | Brad Scott                                                             | 2'03"25     | Khaled Hanani                                                                             | 2'08"00     |
| 800 m | T46       | Samir Nouioua                                                              | 1'53"14     | Marcin Awizen                                                          | 1'53"97     | Guenther Matzinger                                                                        | 1'54"52     |
| 800 m | T52       | Tomoya Ito                                                                 | 2'01"05     | Hirokazu Ueyonabaru                                                    | 2'02"04     | Toshihiro Takada                                                                          | 2'02"19     |
| 800 m | T53       | Richard Colman                                                             | 1'41"58     | Roger Puigbo Verdaguer                                                 | 1'42"17     | Byunghoon Yoo                                                                             | 1'43"20     |
| 800 m | T54       | David Weir                                                                 | 1'37"28     | Marcel Hug                                                             | 1'37"30     | Julien Casoli                                                                             | 1'37"53     |
| 1500 m | T11       | Odair Santos                                                               | 4'04"70     | Samwel Mushai Kimani                                                   | 4'09"74     | Zhen Zhang                                                                                | 4'11"40     |
| 1500 m | T12       | Abderrahim Zhiou                                                           | 4'00"87     | Henry Kirwa                                                            | 4'02"07     | Ignacio Avila                                                                             | 4'02"99     |
| 1500 m | T13       | Tarik Zalzouli                                                             | 3'58"66     | Lukasz Wietecki                                                        | 3'59"52     | Youssef Benbrahim                                                                         | 4'00"88     |
| 1500 m | T20       | Bazanjani Peyman Nasiri                                                    | 3'57"10     | Tim Page                                                               | 3'59"22     | Mncedi Khanti                                                                             | 4'03"13     |
| 1500 m | T36       | Artem Arefyev                                                              | 4'40"17     | Paul Blake                                                             | 4'41"66     | Jose Manuel Gonzalez                                                                      | 4'46"90     |
| 1500 m | T37       | Michael McKillop                                                           | 4'14"81     | Khaled Hanani                                                          | 4'31"98     | -                                                                                         | -           |
| 1500 m | T46       | Samir Nouioua                                                              | 3'57"37     | Wondiye Fikre Indelbu                                                  | 3'58"75     | Abraham Tarbei                                                                            | 3'58"91     |
| 1500 m | T52       | Hirokazu Ueyonabaru                                                        | 4'04"51     | Thomas Geierspichler                                                   | 4'04"92     | Santiago Sanz                                                                             | 4'05"01     |
| 1500 m | T54       | David Weir                                                                 | 3'10"93     | Marcel Hug                                                             | 3'11"13     | Saichon Konjen                                                                            | 3'11"13     |
| 5000 m | T11       | Odair Santos                                                               | 15'16"87    | Immanuel Kipkosgei                                                     | 15'58"29    | Francis Thuo Karanja                                                                      | 16'00"00    |
| 5000 m | T12       | Abderrahim Zhiou                                                           | 14'40"06    | Henry Kirwa                                                            | 14'41"80    | Nacereddine Kerfas                                                                        | 14'59"04    |
| 5000 m | T46       | Abraham Tarbei                                                             | 14'48"29    | Wondiye Fikre Indelbu                                                  | 14'48"48    | Tesfalem Gebru Kebede                                                                     | 14'53"32    |
| 5000 m | T52       | Thomas Geierspichler                                                       | 13'58"08    | Santiago Sanz                                                          | 13'59"49    | Toshihiro Takada                                                                          | 13'59"55    |
| 5000 m | T54       | David Weir                                                                 | 10'48"43    | Marcel Hug                                                             | 10'48"70    | Julien Casoli                                                                             | 10'48"97    |
| 10 000 m | T11       | Odair Santos                                                               | 32'13"02    | Cristian Valenzuela                                                    | 33'21"51    | Luis Zapien Rosas                                                                         | 33'41"70    |
| 10 000 m | T12       | Abderrahim Zhiou                                                           | 30'45"57    | Nacereddine Kerfas                                                     | 30'49"63    | Alberto Suarez Laso                                                                       | 31'13"00    |
| 10 000 m | T54       | Marcel Hug                                                                 | 22'16"83    | Kota Hokinoue                                                          | 22'17"20    | Prawat Wahoram                                                                            | 22'17"30    |
| Prove su strada |           |                                                                            |             |                                                                        |             |                                                                                           |             |
| Maratona | T11       | Cristian Valenzuela                                                        | 2h41'04"    | Andrea Cionna                                                          | 2h41'39"    | Shinya Wada                                                                               | 2h43'26"    |
| Maratona | T12       | Alberto Suarez Laso                                                        | 2h28'10"    | Elkin Alonso Serna Moreno                                              | 2h32'42"    | Masahiro Okamura                                                                          | 2h34'03"    |
| Maratona | T46       | Mario Santillan Hernandez                                                  | 2h30'59"    | Tito Sena                                                              | 2h32'01"    | Ozivam Bonfim                                                                             | 2h33'50"    |
| Maratona | T54       | Kurt Fearnley                                                              | 1h31'09"    | Heinz Frei                                                             | 1h31'09"    | Masazumi Soejima                                                                          | 1h31'10"    |
| Staffette |           |                                                                            |             |                                                                        |             |                                                                                           |             |
| 4×100 m | T11 - T13 | Russia Fredor Trikolich Alexey Labzin Artem Loginov Andrey Koptev          | 42"99       | Portogallo Jose Alves Firmino Baptista Luis Goncalves Gabriel Potra    | 44"44       | Spagna Martin Parejo Maza Maxi Rodríguez Xavier Porras Gerard Desgarrega Puigdevall       | 45"45       |
| 4×100 m | T35 - T38 | Ucraina Andriy Onufriyenko Sergii Kravchenko Roman Pavlyk Mykyta Senyk     | 45"99       | Cina Mian Che Wenjun Zhou Yuxi Ma Sen Yang                             | 46"03       | Australia Evan O'Hanlon Brad Scott Wade McMahon Tim Sullivan                              | 46"07       |
| 4×100 m | T42 - T46 | Sudafrica Samkelo Mike Radebe Arnu Fourie David Henry Roos Oscar Pistorius | 42"80       | Stati Uniti David Prince Blake Leeper Jim Bob Bizzell Jerome Singleton | 42"84       | Brasile Andre Oliveira Yohansson Nascimento Emicarlo Souza Alan Fonteles Cardoso Oliveira | 43"43       |
| 4×400 m | T53 - T54 | Cina Yanfeng Cui Yang Liu Huzhao Li Chengming Liu                          | 3'18"95     | Corea del Sud Sukman Hong Byunghoon Yoo Dong Ho Jung Kihak Lee         | 3'25"99     | Canada Colin Mathieson Eric Gauthier Jean-Paul Compaore Alexandre Dupont                  | 3'29"94     |
| record mondiale; record mondiale stagionale; record africano; record asiatico; record europeo; record nord-centroamericano e caraibico; record sudamericano; record oceaniano; record dei campionati; record nazionale; record personale; record personale stagionale. |           |                                                                            |             |                                                                        |             |                                                                                           |             |

#### Concorsi
| Specialità | Categoria       | Oro                   | Prestazione | Argento                 | Prestazione | Bronzo                    | Prestazione |
| Salti |                 |                       |             |                         |             |                           |             |
| Salto in alto | F12 - F13       | Ihar Fartunau         | 1,92 m      | Ivan Kytsenko           | 1,89 m F12  | Braedon Samuel Dolfo      | 1,83 m      |
| Salto in alto | F42             | Weizhong Guo          | 1,76 m      | Iliesa Delana           | 1,73 m      | Xiaowen Li                | 1,70 m      |
| Salto in alto | F44 - F46       | Maciej Lepiato        | 2,02 m F44  | Hongjie Chen Jeff Skiba | 1,96 m      | -                         | -           |
| Salto in lungo | F11             | Duan Li               | 6,25 m      | Xavier Porras           | 5,88 m      | Athanasios Barakas        | 5,80 m      |
| Salto in lungo | F12 - F13       | Oleg Panyutin         | 6,87 m      | Hk Langenhoven          | 6,82 m      | Per Jonsson               | 6,18 m      |
| Salto in lungo | F20             | P. Ja Exposito        | 6,48 m      | Lenine Cunha            | 6,50 m      | Jacek Kolodziej           | 6,44 m      |
| Salto in lungo | F36             | Vladimir Sviridov     | 5,29 m      | Ran Xu                  | 5,14 m      | Mariusz Sobczak           | 4,81 m      |
| Salto in lungo | F37 - F38       | Yuxi Ma               | 6,07 m F37  | Mohamed Farhat Chida    | 6,07 m F38  | Andriy Onufriyenko        | 5,44 m F38  |
| Salto in lungo | F42             | Heinrich Popow        | 6,23 m      | Wojtek Czyz             | 6,02 m      | Atsushi Yamamoto          | 5,71 m      |
| Salto in lungo | F44             | Markus Rehm           | 7,09 m      | Andre Oliveira          | 6,22 m      | Casey Tibbs               | 6,19 m      |
| Salto in lungo | F46             | Arnaud Assoumani      | 7,58 m      | Fadhil Al-Dabbagh       | 6,68 m      | Huseyn Hasanov            | 6,52 m      |
| Salto triplo | F11             | Duan Li               | 19,93 m     | Andrey Koptev           | 12,91 m     | Elexis Gillette           | 12,55 m     |
| Salto triplo | F12             | Oleg Panyutin         | 15,09 m     | Ivan Kytsenko           | 14,88 m     | Vladimir Zayets           | 14,84 m     |
| Salto triplo | F46             | Huseyn Hasanov        | 13,56 m     | Fadhil Al-Dabbagh       | 13,31 m     | Hiroyuki Yasui            | 13,11 m     |
| Lanci |                 |                       |             |                         |             |                           |             |
| Getto del peso | F11             | David Casinos         | 12,93 m     | Vasyl Lishchynskyi      | 12,81 m     | G. E. Rodriguez           | 10,72 m     |
| Getto del peso | F12             | V. Andryushchenko     | 14,86 m     | Russell Short           | 14,22 m     | Siarhei Hrybanau          | 13,73 m     |
| Getto del peso | F20             | Jeffrey Ige           | 13,75 m     | Efstratios Nikolaidis   | 13,14 m     | Krzysztof Kaczmarek       | 12,72 m     |
| Getto del peso | F32 - F33       | Karim Bettina         | 10,89 m F32 | Kamel Kardjena          | 12,24 m F33 | Mounir Bakiri             | 9,69 m      |
| Getto del peso | F34             | Thierry Cibone        | 11,53 m     | Daniel West             | 11,37 m     | Mohamed Ali Krid          | 10,41 m     |
| Getto del peso | F35 - F36       | Pawel Piotrowski      | 13,77 m F36 | Vladimir Sviridov       | 13,65 m     | Wei Guo                   | 14,18 m     |
| Getto del peso | F37 - F38       | Ia Abdelwareth        | 15,58 m F38 | Oleksandr Doroshenko    | 14,13 m     | Tomasz Blatkiewicz        | 14,73 m     |
| Getto del peso | F40             | Hocine Gherzouli      | 12,21 m     | Paschalis Stathelakos   | 12,00 m     | Am Konstantinidis         | 11,01 m     |
| Getto del peso | F42             | Maxim Narozhnyy       | 14,23 m     | Darko Kralj             | 14,00 m     | Fanie Lombaard            | 13,17 m     |
| Getto del peso | F44 - F46       | Jackie Christiansen   | 17,79 m F44 | Miltiadis Kyriakidis    | 14,12 m     | Josip Slivar              | 14,05 m     |
| Getto del peso | F52 - F53       | Aigars Apinis         | 10,03 m F52 | Mauro Maximo de Jesus   | 8,31 m      | Ales Kisy                 | 8,25 m      |
| Getto del peso | F54 - F55 - F56 | Karol Wojciech        | 11,58 m     | Drazenko Mitrovic       | 9,96 m F54  | Ulrich Iser               | 11,38 m     |
| Getto del peso | F57 - F58       | Alexey Ashapatov      | 16,37 m F58 | Jamil Saleh Elshebli    | 13,79 m F57 | Michael Louwrens          | 13,73 m     |
| Lancio del disco | F11             | David Casinos         | 40,89 m     | Vasyl Lishchynskyi      | 37,79 m     | Bil Marinkovic            | 36,70 m     |
| Lancio del disco | F12             | Oleksandr Iasynovyi   | 48,61 m     | V. Andryushchenko       | 43,96 m     | Kim Lopez Gonzalez        | 43,63       |
| Lancio del disco | F32 - F33 - F34 | Lahouari Bahlaz       | 20,30 m F32 | Frantisek Serbus        | 20,19 m F32 | Jalal Khakzadieh          | 39,44 m     |
| Lancio del disco | F35 - F36       | Pawel Piotrowski      | 38,65 m F36 | Reginald Benade         | 38,37 m F36 | Volodymyr Zhaivoronok     | 38,09 m     |
| Lancio del disco | F37 - F38       | Tomasz Blatkiewicz    | 53,00 m F37 | Mykola Zhabnyak         | 52,48 m     | Javad Hardani             | 46,53 m F38 |
| Lancio del disco | F40             | Paschalis Stathelakos | 40,92 m     | Jds Santos              | 39,31 m     | Scott Danberg             | 36,18 m     |
| Lancio del disco | F42             | Gino De Keersmaeker   | 41,70 m     | Aled Davies             | 41,56 m     | Marinos Fylachtos         | 41,23 m     |
| Lancio del disco | F44             | Daniel Greaves        | 58,98 m     | Jeremy Campbell         | 53,40 m     | Farzad Sepahvand          | 53,12 m     |
| Lancio del disco | F46             | Tomasz Rebisz         | 47,44 m     | Chunliang Guo           | 45,09 m     | Joao Santos               | 45,08 m     |
| Lancio del disco | F51 - F52 - F53 | Aigars Apinis         | 20,88 m F52 | Joze Flere              | 10,23 m F51 | Yassen Mohammad           | 18,18 m F52 |
| Lancio del disco | F54 - F55 - F56 | Leonardo Díaz         | 43,10 m F56 | Drazenko Mitrovic       | 31,35 m F54 | Mustafa Yuseinov          | 39,42 m F55 |
| Lancio del disco | F57 - F58       | Alexey Ashapatov      | 57,64 m F58 | Metawa Abo Elkhir       | 54,96 m     | Ali Ghardooni             | 44,29 m     |
| Lancio del giavellotto | F11             | Bil Marinkovic        | 47,47 m     | Anibal Bello            | 45,62       | Duan Li                   | 35,98 m     |
| Lancio del giavellotto | F12 - F13       | Pengkai Zhu           | 61,90 m     | Hosseini Liravi         | 61,48 m F13 | Milos Grlica              | 60,81 m F12 |
| Lancio del giavellotto | F33 - F34       | Thierry Cibone        | 35,91 m F34 | Faouzi Rzig             | 34,59 m     | Mohamed Ali Krid          | 31,30 m     |
| Lancio del giavellotto | F35 - F36       | Pawel Piotrowski      | 42,20 m F36 | Paulo Souza             | 40,06 m     | Wei Guo                   | 51,62 m F35 |
| Lancio del giavellotto | F37 - F38       | Xuelong Zhang         | 53,04 m F37 | Javad Hardani           | 46,15 m     | Petr Vratil               | 41,81 m     |
| Lancio del giavellotto | F40             | Kovan Abdulraheem     | 36,32 m     | Wildan Nukhailawi       | 34,98 m     | Kyron Duke                | 32,64 m     |
| Lancio del giavellotto | F42             | Dechko Ovcharov       | 44,44 m     | Runar Steinstad         | 44,39 m     | Casper Schutte            | 39,56 m     |
| Lancio del giavellotto | F44             | Mingjie Gao           | 59,82 m     | Changlong Gao           | 55,21 m     | Ronald Hertog             | 52,37 m     |
| Lancio del giavellotto | F46             | Chunliang Guo         | 55,90 m     | Daichen Wang            | 52,60 m     | Jiangbin Fan              | 49,21 m     |
| Lancio del giavellotto | F52 - F53       | Abdolreza Jokar       | 20,96 m F53 | Henrik Plank            | 17,23 m F52 | Mauro Maximo de Jesus     | 19,57 m     |
| Lancio del giavellotto | F54 - F55 - F56 | Alexey Kuznetsov      | 29,44 m F54 | Drazenko Mitrovic       | 26,45 m     | Luis Alberto Zepeda Felix | 25,27 m     |
| Lancio del giavellotto | F57 - F58       | Nathan Stephens       | 39,11 m F57 | El Attar ?              | 43,53 m     | Sakchai Yimbanchang       | 41,42 m     |
| Lancio della clava | F31 - F32 - F51 | Lahouari Bahlaz       | 36,73 m F32 | Radim Běleš             | 25,22 m F51 | Stephen Miller            | 31,25 m     |
| record mondiale; record mondiale stagionale; record africano; record asiatico; record europeo; record nord-centroamericano e caraibico; record sudamericano; record oceaniano; record dei campionati; record nazionale; record personale; record personale stagionale. |                 |                       |             |                         |             |                           |             |

#### Pentathlon
| Categoria | Oro                      | Prestazione | Argento          | Prestazione | Bronzo          | Prestazione |
| P11 - P12 - P13 | Hilton Keith Langenhoven | 3308 p.     | Branimir Budetic | 3209 p.     | Thomas Ulbricht | 3046 p.     |
| record mondiale; record mondiale stagionale; record africano; record asiatico; record europeo; record nord-centroamericano e caraibico; record sudamericano; record oceaniano; record dei campionati; record nazionale; record personale; record personale stagionale. |                          |             |                  |             |                 |             |

### Donne

#### Corse
| Specialità | Categoria | Oro                                                                                    | Prestazione | Argento                                                                            | Prestazione | Bronzo                                                                  | Prestazione          |
| Corse piane |           |                                                                                        |             |                                                                                    |             |                                                                         |                      |
| 100 m | T11       | Terezinha Guilhermina                                                                  | 12"18       | Jerusa Geber Santos                                                                | 12"52       | Chunmiao Wu                                                             | 12"87                |
| 100 m | T12       | Elizabeth Clegg                                                                        | 12"73       | Hanka Kolnikova                                                                    | 12"75       | Eva Ngui                                                                | 12"96                |
| 100 m | T13       | Ilse Hayes                                                                             | 12"49       | Sanae Benhama                                                                      | 12"54       | Nantenin Keita                                                          | 12"87                |
| 100 m | T34       | Hannah Cockroft                                                                        | 18"98       | Haruka Kitaura                                                                     | 22"55       | Kristen Messer                                                          | 22"99                |
| 100 m | T35       | Ping Liu                                                                               | 17"08       | Rachael Dodds                                                                      | 17"48       | Sophia Warner                                                           | 17"71                |
| 100 m | T36       | Elena Ivanova                                                                          | 14"39       | Hazel Robson                                                                       | 14"94       | Aygyul Sakhibzadaeva                                                    | 15"08                |
| 100 m | T37       | Viktoriya Kravchenko                                                                   | 14"21 =     | Maria Seifert                                                                      | 14"24       | Katrina Hart                                                            | 14"26                |
| 100 m | T38       | Inna Dyachenko                                                                         | 13"49       | Margarita Koptilova                                                                | 13"54       | Sonia Mansour                                                           | 13"95                |
| 100 m | T42       | Kelly Cartwright                                                                       | 16"46       | Jana Schmidt                                                                       | 17"01       | Vanessa Low                                                             | 17"43                |
| 100 m | T44       | Maria melie Lefur                                                                      | 13"19       | Katrin Green                                                                       | 13"56       | April Holmes                                                            | 13"76                |
| 100 m | T46       | Yunidis Castillo                                                                       | 12"20       | Nikol Rodomakina                                                                   | 12"50       | Carlee Beattie                                                          | 12"90                |
| 100 m | T52       | Michelle Stilwell                                                                      | 20"35       | Kerry Morgan                                                                       | 21"28       | Teruyo Tanaka                                                           | 23"10                |
| 100 m | T53       | Lisha Huang                                                                            | 17"13       | Pratt Forber                                                                       | 17"40       | Hongzhuan Zhou                                                          | 17"60                |
| 100 m | T54       | Hongjiao Dong                                                                          | 16"73       | Wenjun Liu                                                                         | 16"78       | Tatyana McFadden                                                        | 16"83                |
| 200 m | T11       | Terezinha Guilhermina                                                                  | 24"98       | Jerusa Geber Santos                                                                | 26"98       | Tracey Hinton                                                           | 27"43                |
| 200 m | T12       | Assia El Hannouni                                                                      | 25"83       | Hanka Kolnikova                                                                    | 26"38       | Elizabeth Clegg                                                         | 26"75                |
| 200 m | T13       | Omara Durand                                                                           | 24"24       | Sanae Benhama                                                                      | 25"35       | Ilse Hayes                                                              | 25"54                |
| 200 m | T34       | Hannah Cockroft                                                                        | 33"72       | Haruka Kitaura                                                                     | 42"24       | Kristen Messer                                                          | 43"05                |
| 200 m | T35       | Rachael Dodds                                                                          | 36"78       | Sophia Warner                                                                      | 37"04       | Uta Streckert                                                           | 38"13                |
| 200 m | T36       | Elena Ivanova                                                                          | 30"40       | Fang Wang                                                                          | 30"91       | Claudia Nicoleitzik                                                     | 31"93                |
| 200 m | T37       | Katrina Hart                                                                           | 30"11       | Svetlana Sergeeva                                                                  | 31"02       | Viktoriya Kravchenko                                                    | 31"17                |
| 200 m | T38       | Margarita Koptilova                                                                    | 28"59       | Sonia Mansour                                                                      | 28"74       | Inna Dyachenko                                                          | 28"76                |
| 200 m | T44       | Maria Amelie Lefur                                                                     | 27"96       | Katrin Green                                                                       | 28"30       | Stefanie Reid                                                           | 28"96                |
| 200 m | T46       | Yunidis Castillo                                                                       | 24"86       | Nikol Rodomakina                                                                   | 25"94       | Sally Brown                                                             | 26"38                |
| 200 m | T52       | Michelle Stilwell                                                                      | 37"12       | Kerry Morgan                                                                       | 38"82       | Teruyo Tanaka                                                           | 41"92                |
| 200 m | T53       | Anjali Forber Pratt                                                                    | 29"83       | Lisha Huang                                                                        | 30"52       | Hongzhuan Zhou                                                          | 30"54                |
| 200 m | T54       | Tatyana McFadden                                                                       | 29"33       | Ting Zhang                                                                         | 30"33       | Manuela Schaer                                                          | 30"61                |
| 400 m | T11       | Terezinha Guilhermina                                                                  | 57"16       | Tracey Hinton                                                                      | 1'01"39     | Ádria Rocha Santo                                                       | 1'03"81              |
| 400 m | T12       | Assia El Hannouni                                                                      | 56"04       | Oksana Boturchuk                                                                   | 56"84       | Jiping Xu                                                               | 1'01"71              |
| 400 m | T13       | Omara Durand                                                                           | 54"87       | Somaya Bousaid                                                                     | 57"28       | Sanae Benhama                                                           | 57"44                |
| 400 m | T37       | Bethany Woodward                                                                       | 1'09"21     | Maryna Snisar                                                                      | 1'09"94     | Anastasiya Ovsyannikova                                                 | 1'10"26              |
| 400 m | T46       | Yunidis Castillo                                                                       | 57"67       | Anrune Liebenberg                                                                  | 1'00"68     | Alicja Fiodorow                                                         | 1'01"27              |
| 400 m | T52       | Michelle Stilwell                                                                      | 1'12"71     | Kerry Morgan                                                                       | 1'14"18     | Teruyo Tanaka                                                           | 1'19"34              |
| 400 m | T53       | Lisha Huang                                                                            | 59"18       | Anjali Forber Pratt                                                                | 59"62       | Amanda McGrory                                                          | 1'00"85              |
| 400 m | T54       | Tatyana McFadden                                                                       | 54"88       | Diane Roy                                                                          | 56"90       | Manuela Schaer                                                          | 57"93                |
| 800 m | T11       | Miroslava Sedlackova                                                                   | 2'26"89     | Maritza Arango Buitrago                                                            | 2'31"38     | Zakia Torech                                                            | 2'31"40              |
| 800 m | T52       | Kerry Morgan                                                                           | 2'29"41     | Michelle Stilwell                                                                  | 2'30"90     | Teruyo Tanaka                                                           | 2'41"38              |
| 800 m | T53       | Amanda McGrory                                                                         | 1'53"29     | Hongzhuan Zhou                                                                     | 1'53"32     | Jessica Galli                                                           | 1'57"88              |
| 800 m | T54       | Tatyana McFadden                                                                       | 1'51"10     | Wenjun Liu                                                                         | 1'51"33     | Diane Roy                                                               | 1'52"88              |
| 1500 m | T12       | Elena Pautova                                                                          | 4'39"58     | Elena Congost                                                                      | 4'47"86     | Rima Batalova                                                           | 4'54"26              |
| 1500 m | T13       | Somaya Bousaid                                                                         | 4'54"73     | Jin Zheng                                                                          | 4'55"42     | titolo non assegnato                                                    | titolo non assegnato |
| 1500 m | T20       | Arleta Meloch                                                                          | 4'39"33     | Barbara Niewiedzial                                                                | 4'41"78     | Lyudmyla Danylina                                                       | 4'44"18              |
| 1500 m | T54       | Tatyana McFadden                                                                       | 3'36"20     | Diane Roy                                                                          | 3'36"32     | Wakako Tsuchida                                                         | 3'36"75              |
| 5000 m | T54       | Amanda McGrory                                                                         | 12'52"41    | Sandra Graf                                                                        | 12'52"61    | Rochelle Woods                                                          | 12'52"82             |
| Prove su strada |           |                                                                                        |             |                                                                                    |             |                                                                         |                      |
| Maratona | T54       | Wakako Tsuchida                                                                        | 1h48'24"    | Sandra Graf                                                                        | 1h48'24"    | Amanda McGrory                                                          | 1h48'24"             |
| Staffette |           |                                                                                        |             |                                                                                    |             |                                                                         |                      |
| 4×100 m | T11 - T13 | Brasile Ádria Rocha Santos Ana Tercia Soares Jerusa Geber Santos Terezinha Guilhermina | 50"51       | Cina Yan Chen Juntingxian Jia Daqing Zhu Chunmiao Wu                               | 52"71       | titolo non assegnato                                                    | titolo non assegnato |
| 4×100 m | T35 - T38 | Ucraina Viktoriya Kravchenko Maryna Snisar Oksana Krechunyak Inna Dyachenko            | 55"07       | Russia Anastasiya Ovsyannikova Svetlana Sergeeva Elena Ivanova Margarita Koptilova | 55"70       | Regno Unito Hazel Robson Bethany Woodward Katrina Hart Jenny McLoughlin | 58"33                |
| 4×400 m | T53 - T54 | Cina Ting Zhang Lisha Huang Wenjun Liu Hongzhuan Zhou                                  | 3'46"11     | Stati Uniti Tatyana McFadden Jessica Galli Shirley Reilly Anjali Forber Pratt      | 3'57"39     | titolo non assegnato                                                    | titolo non assegnato |
| record mondiale; record mondiale stagionale; record africano; record asiatico; record europeo; record nord-centroamericano e caraibico; record sudamericano; record oceaniano; record dei campionati; record nazionale; record personale; record personale stagionale. |           |                                                                                        |             |                                                                                    |             |                                                                         |                      |

#### Concorsi
| Specialità | Categoria             | Oro                     | Prestazione | Argento                  | Prestazione | Bronzo                       | Prestazione |
| Salti |                       |                         |             |                          |             |                              |             |
| Salto in alto | F11                   | Juntingxian Jia         | 4,47 m      | Paraskevi Kantza         | 3,91 m      | Elisa Montonen               | 3,33 m      |
| Salto in alto | F13                   | Ilse Hayes              | 5,80 m      | Jessica Gallagher        | 5,51 m      | Hanna Kaniuk                 | 5,35 m      |
| Salto in alto | F20                   | Mikela Ristoski         | 5,10 m      | Karolina Kucharczyk      | 5,00 m      | Krestina Zhukova             | 4,80 m      |
| Salto in alto | F38                   | Ramune Adomaitiene      | 4,64 m      | Marta Langner            | 4,33 m      | Sonia Mansour                | 4,12 m      |
| Salto in alto | F42                   | Kelly Cartwright        | 4,19 m      | Marije Smits             | 3,73 m      | Ewa Zielinska                | 3,62 m m    |
| Salto in alto | F44 - F46             | Nikol Rodomakina        | 5,67 m F46  | Carlee Beattie           | 5,55 m F46  | Stefanie Reid                | 4,98 m      |
| Salto in lungo | F11                   | Juntingxian Jia         | 4,47 m      | Paraskevi Kantza         | 3,91 m      | Elisa Montonen               | 3,33 m      |
| Salto in lungo | F12 - F13             | Ilse Hayes              | 5,80 m      | Jessica Gallagher        | 5,51 m      | Hanna Kaniuk                 | 5,35 m      |
| Salto in lungo | F20                   | Mikela Ristoski         | 5,10 m      | Karolina Kucharczyk      | 5,00 m      | Krestina Zhukova             | 4,80 m      |
| Salto in lungo | F37 - 38              | Ramune Adomaitiene      | 4,64 m F38  | Marta Langner            | 4,33 m F37  | Sonia Mansour                | 4,12 m F38  |
| Salto in lungo | F42                   | Kelly Cartwright        | 4,19 m      | Marije Smits             | 3,73 m      | Ewa Zielinska                | 3,62 m      |
| Lanci |                       |                         |             |                          |             |                              |             |
| Getto del peso | F11                   | Liangmin Zhang          | 9,61 m      | Yuclesy Pinto            | 7,85 m      | Yesenia Maria Restrepo Munoz | 7,64 m      |
| Getto del peso | F12                   | Tamara Sivakova         | 12,26 m     | Orysia Ilchyna           | 11,54 m     | Marta Prokofyeva             | 11,29 m     |
| Getto del peso | F20                   | Ewa Durska              | 13,47 m     | Svitlana Kudelya         | 11,95 m     | Ines Fernandes               | 11,45 m     |
| Getto del peso | F32 - F33 - F34       | Brigit Kober            | 9,30 m F34  | Maria Stamatoula         | 6,60 m F32  | Louise Ellery                | 6,31 m F32  |
| Getto del peso | F35 - F36             | Mariia Pomazan          | 10,61 m F35 | Quing Wu                 | 9,66 m F36  | Alla Malchyk                 | 9,28 m      |
| Getto del peso | F37                   | Na Mi                   | 11,16 m     | Qiuping Xu               | 10,23 m     | Shirlene Coelho              | 10,21 m     |
| Getto del peso | F40                   | Raoua Tlili             | 9,23 m      | Genjimisu Meng           | 8,64 m      | Laila El Garaa               | 8,54 m      |
| Getto del peso | F42 - F44 - F46       | Michaela Floeth         | 12,56 m F44 | Yajuan Jin               | 12,47 m     | Yongyuan Zhong               | 9,70 m F42  |
| Getto del peso | F52 - F53             | Estela Salas            | 3,76 m      | Deepa Malik              | 3,59 m      | Martha Gustafson             | 3,45 m F52  |
| Getto del peso | F54 - F55 - F56       | Marianne Buggenhagen    | 8,48 m      | Tatjana Majcen           | 6,64 m F54  | Eva Kacanu                   | 6,34 m      |
| Getto del peso | F57 - F58             | Angeles Ortiz Hernandez | 11,21 m F58 | Stela Eneva              | 10,54 m F58 | Nadia Medjmedj               | 9,48 m      |
| Lancio del disco | F11 - F12             | Marija Ivekovic         | 40,62 m     | Liangmin Zhang           | 40,42 m F11 | Orysia Ilchyna               | 38,86 m     |
| Lancio del disco | F35 - F36             | Mariia Pomazan          | 28,73 m F35 | Renata Chilewska         | 25,22 m     | Katherine Proudfoot          | 24,52 m F36 |
| Lancio del disco | F37                   | Na Mi                   | 31,46 m     | Beverley Jones           | 30,62 m     | Qiuping Xu                   | 28,74 m     |
| Lancio del disco | F40                   | Najat El Garaa          | 28,99 m     | Raoua Tlili              | 28,55 m     | Genjimisu Meng               | 26,41 m     |
| Lancio del disco | F51 - F52 - F53       | Catherine Wayland       | 5,89 m      | Zena Cole                | 4,79 m      | Estela Salas                 | 12,08 m     |
| Lancio del disco | F54 - F55 - F56       | Marianne Buggenhagen    | 26,75 m     | Feixia Dong              | 25,57 m F55 | Tatjana Majcen               | 16,13 m     |
| Lancio del disco | F57 - F58             | Nassima Saifi           | 40,99 m F58 | Stela Eneva              | 39,84 m F58 | Nadia Medjmedj               | 29,60 m F57 |
| Lancio del giavellotto | F12 - F13             | Tanja Dragic            | 36,74 m F12 | Tatiana De Tovar Briceno | 34,58 m     | Jessica Gallagher            | 33,75 m     |
| Lancio del giavellotto | F33 - F34 - F52 - F53 | Birgit Kober            | 23,54 m F34 | Lucyna Kornobys          | 14,09 m     | Louadjeda Benoumessad        | 16,79 m     |
| Lancio del giavellotto | F37 - F38             | Shirlene Coelho         | 32,85 m F37 | Qianqian Jia             | 29,46 m     | Ramune Adomaitiene           | 28,63 m F38 |
| Lancio del giavellotto | F46                   | Madeleine Hogan         | 37,79 m     | Natalia Gudkova          | 33,65 m     | Hollie Beth Arnold           | 32,45 m     |
| Lancio del giavellotto | F54 - F55 - F56       | Hania Aidi              | 17,27 m F54 | Martina Willing          | 22,65 m     | Ntombizanele Situ            | 15,25 m     |
| Lancio del giavellotto | F57 - F58             | Jeny Velazco Reyes      | 29,21 m     | Safia Djelal             | 26,98 m     | Mary Nakhumica               | 20,35 m     |
| Lancio della clava | F31 - F32 - F51       | Maroua Ibrahmi          | 21,08 m     | Catherine Wayland        | 13,56 m     | Gemma Prescott               | 16,40 m     |
| record mondiale; record mondiale stagionale; record africano; record asiatico; record europeo; record nord-centroamericano e caraibico; record sudamericano; record oceaniano; record dei campionati; record nazionale; record personale; record personale stagionale. |                       |                         |             |                          |             |                              |             |

## Medagliere
| Posizione | Paese       | Oro | Argento | Bronzo | Totale |
| --------- | ----------- | --- | ------- | ------ | ------ |
| 1         | Cina        | 21  | 22      | 15     | 58     |
| 2         | Russia      | 18  | 11      | 6      | 35     |
| 3         | Brasile     | 12  | 10      | 8      | 30     |
| 4         | Regno Unito | 12  | 9       | 17     | 38     |
| 5         | Polonia     | 12  | 7       | 6      | 25     |